# Shaw (Familienname)
Shaw ist ein ursprünglich ortsbezogener englischer Familienname für jemanden, der an einem Dickicht wohnte (von altenglisch sceaga).

## Namensträger

### A
- Aaron Shaw (1811–1887), US-amerikanischer Politiker
- Aiden Shaw (* 1966), US-amerikanischer Autor und Pornodarsteller
- Albert Shaw (Journalist) (1857–1947), US-amerikanischer Journalist und Autor
- Albert D. Shaw (1841–1901), US-amerikanischer Politiker
- Alexandra Shaw (* 1983), deutsche Basketballspielerin
- Alfred Shaw (1842–1907), englischer Cricketspieler und Kapitän der englischen Nationalmannschaft
- Alice Shaw-Stewart (um 1863–1942), britische Adlige
- Alison Shaw, US-amerikanische Perkussionistin und Musikpädagogin
- Andrew Shaw (* 1991), kanadischer Eishockeyspieler
- Anna Howard Shaw (1847–1919), US-amerikanische Bürgerrechtsaktivistin
- Annie Cornelia Shaw (1852–1887), US-amerikanische Landschafts- und Tiermalerin
- Ariel Velasco-Shaw, philippinisch-US-amerikanischer Visual-Effects-Techniker
- Arnold Shaw (Cricketspieler) (1896–1972), englischer Cricketspieler und Offizier
- Arnold Shaw (Politiker) (1909–1984), britischer Politiker
- Arnold Shaw (Autor) (1909–1989), US-amerikanischer Schriftsteller
- Arthur Shaw (Fußballspieler, 1869) (1869–1946), englischer Fußballspieler
- Arthur Shaw (Leichtathlet) (1886–1955), US-amerikanischer Hürdenläufer
- Arthur Shaw (Fußballspieler, 1924) (1924–2015), englischer Fußballspieler
- Arthur Jonathan Shaw (* 1954), US-amerikanischer Botaniker
- Artie Shaw (1910–2004), US-amerikanischer Jazzmusiker, Klarinettist und Bandleader
- Arvell Shaw (1923–2002), US-amerikanischer Kontrabassist
- Audley Shaw (* 1952), jamaikanischer Politiker (JLP)

### B
- Barclay Shaw (* 1949), US-amerikanischer Künstler
- Battling Shaw (1910–1994), mexikanischer Boxer im Halbweltergewicht, Weltmeister
- Bernard Shaw (Journalist) (1940–2022), US-amerikanischer Fernsehjournalist
- Bernard Shaw (Fußballspieler) (* 1945), englischer Fußballspieler
- Bernard Graham Shaw, britischer Komponist und Perkussionist
- Bernie Shaw (* 1956), englischer Rocksänger
- Billy Shaw (1938–2024), US-amerikanischer American-Football-Spieler
- Bob Shaw (Footballspieler) (1921–2011), US-amerikanischer American-Football-Spieler und -Trainer
- Bob Shaw (Tätowierer) (1926–1993), US-amerikanischer Tätowierer
- Bob Shaw (1931–1996), nordirischer Schriftsteller
- Bob Shaw (Leichtathlet) (* 1932), britischer Hürdenläufer
- Bob Shaw (Baseballspieler) (1933–2010), US-amerikanischer Baseballspieler
- Bob Shaw (Golfspieler) (* 1944), australischer Golfspieler
- Bob Shaw (Drehbuchautor), US-amerikanischer Drehbuchautor
- Bobbi Shaw (* 1942), US-amerikanische Schauspielerin
- Brad Shaw (* 1964), kanadischer Eishockeyspieler und -trainer
- Brewster Hopkinson Shaw (* 1945), US-amerikanischer Astronaut
- Brian Shaw (Basketballspieler) (* 1966), US-amerikanischer Basketballspieler
- Brian Shaw (Strongman) (* 1982), US-amerikanischer Strongman
- Bryony Shaw (* 1983), britische Windsurferin
- Byam Shaw (1872–1919), britischer Maler und Illustrator

### C
- Carlos María Bollini Shaw (1903–nach 1964), argentinischer Diplomat
- Carly Shaw-MacLaren (* 1996), kanadische Fußballschiedsrichterin
- Carol Shaw (* 1955), US-amerikanische Programmiererin
- Caroline Shaw (* 1982), US-amerikanische Komponistin
- Catherine Shaw; Pseudonym von Leila Schneps (* 1961), US-amerikanische Mathematikerin und Autorin
- Charles Shaw (Schriftsteller) (1900–1955), australischer Schriftsteller und Journalist
- Charles Shaw, Baron Kilbrandon (1906–1989), britischer Jurist und Politiker
- Charles Shaw (Sänger) (* 1960), US-amerikanischer Soldat und Sänger
- Charles Shaw-Lefevre, 1. Viscount Eversley (1794–1888), britischer Politiker (Whigs)
- Charles Bobo Shaw (1947–2017), US-amerikanischer Jazz-Schlagzeuger und Bandleader
- Charles Green Shaw (1892–1974), US-amerikanischer Maler und Autor
- Chris Shaw (Fotograf) (* 1961), britischer Fotograf
- Chris Shaw (Künstler) (* 1967), US-amerikanischer Künstler
- Chris Shaw (Spezialeffektkünstler) (1975–2023), britischer Spezialeffektkünstler und VFX Supervisor
- Chris Shaw (Baseballspieler) (* 1993), US-amerikanischer Baseballspieler
- Clarence Shaw (1926–1973), US-amerikanischer Jazztrompeter
- Clay Shaw (1913–1974), US-amerikanischer Geschäftsmann
- Clifford Robe Shaw (1895–1957), US-amerikanischer Soziologe und Kriminologe
- Cosima Shaw (* 1973), deutsche Schauspielerin

### D
- Daoud Shaw († 2018), US-amerikanischer Jazz- und Rockmusiker
- Darci Shaw (* 2002), britische Schauspielerin
- Darwin Shaw, britischer Schauspieler
- David Shaw (Drehbuchautor) (1916–2007), US-amerikanischer Drehbuchautor
- David Shaw (Fußballspieler, 1917) (1917–1976), schottischer Fußballspieler
- David Shaw (Fußballspieler, 1948) (* 1948), englischer Fußballspieler
- David Shaw (Politiker) (1950–2022), britischer Politiker
- David Shaw (Eishockeyspieler) (* 1964), kanadischer Eishockeyspieler
- David Shaw (Badminton) (* 1968), US-amerikanischer Badmintonspieler
- David Shaw (Footballtrainer) (* 1972), US-amerikanischer Footballtrainer
- David Shaw (Biathlet) (* um 1985), US-amerikanischer Biathlet
- David E. Shaw (* 1951), US-amerikanischer Hedgefonds-Manager, Milliardär und Bioinformatiker
- Doc Shaw (* 1992), US-amerikanischer Schauspieler, Sänger, Rapper und Model
- Donald L. Shaw (1936–2021), US-amerikanischer Kommunikationswissenschaftler

### E
- E. Clay Shaw (1939–2013), US-amerikanischer Jurist und Politiker
- Eddie Shaw (1937–2018), US-amerikanischer Saxophonist
- Edward B. Shaw (um 1895 – 1987), US-amerikanischer Kinderarzt
- Elijah Shaw (auch Lyge oder Lije Shaw; 1900–1982), US-amerikanischer Jazz-Musiker
- Elizabeth Shaw (1920–1992), irisch-deutsche Grafikerin, Illustratorin und Autorin
- Elizabeth Anne Shaw (* 1934), US-amerikanische Botanikerin
- Ellie Shaw (* 2008), antiguanische Schwimmerin
- Elston Shaw (* 1972), belizischer Leichtathlet
- Elwyn Riley Shaw (1888–1950), US-amerikanischer Jurist
- Erin Shaw (* 2004), australische Hochspringerin
- Eva Shaw (Musikproduzentin), kanadische DJ und Musikproduzentin
- Eva Shaw (Tennisspielerin) (* 2005), britische Tennisspielerin

### F
- Ferdia Shaw (* 2004), irischer Filmschauspieler
- Fiona Shaw (* 1958), irische Schauspielerin
- Flora Shaw (1852–1929), britische Journalistin und Kinderbuchautorin
- Frank Shaw (Fußballspieler) (1864–1920), schottischer Fußballspieler
- Frank Shaw (Drehbuchautor) (1932–2006), US-amerikanischer Drehbuchautor
- Frank L. Shaw (1877–1958), US-amerikanischer Politiker
- Frank Thomas Shaw (1841–1923), US-amerikanischer Politiker
- Frank X. Shaw (1895–1962), US-amerikanischer Filmproduzent und Regieassistent
- Frankie Shaw (* 1986), US-amerikanische Schauspielerin

### G
- Gary Shaw (1961–2024), englischer Fußballspieler
- Gaylor Shaw († 2015), US-amerikanischer Journalist
- Geoffrey Shaw (* 1948), australischer Rugby-Union-Spieler
- George Shaw (1751–1813), englischer Zoologe und Botaniker
- George Shaw (Fußballspieler, 1899) (George Edward Shaw; 1899–1973), englischer Fußballspieler
- George Shaw, eigentlicher Name von Lakewood Louie, US-amerikanischer Pokerspieler
- George Shaw (Fußballspieler, 1969) (* 1969), schottischer Fußballspieler
- George Shaw-Lefevre, 1. Baron Eversley (1831–1928), britischer Politiker der Liberal Party, Unterhausabgeordneter, Minister und Oberhausmitglied
- George B. Shaw (1854–1894), US-amerikanischer Politiker
- George Bernard Shaw (1856–1950), irischer Dramatiker
- George Russell Shaw (1848–1937), US-amerikanischer Botaniker
- George Donald Shaw (1931–1988), US-amerikanischer Leichtathlet und Olympiateilnehmer
- Glenn William Shaw (1886–1961), US-amerikanischer Journalist und Übersetzer
- Glyn Shaw (* 1951), walisischer Rugby-Union-Spieler
- Gordon Shaw (* 1994), südafrikanischer Gewichtheber
- Guy L. Shaw (1881–1950), US-amerikanischer Politiker

### H
- Hal Shaw, US-amerikanischer Autorennfahrer
- Harold Shaw (Rennfahrer) (1906–1941), US-amerikanischer Rennfahrer
- Harold Shaw (Footballspieler) (* 1974), US-amerikanischer American-Football-Spieler
- Harold Knox-Shaw (1885–1970), britischer Astronom
- Harold M. Shaw (1877–1926), US-amerikanischer Schauspieler, Filmregisseur und Drehbuchautor
- Henry Shaw (Politiker) (1788–1857), US-amerikanischer Politiker
- Henry Shaw (Botaniker) (1800–1889), britisch-US-amerikanischer Botaniker
- Henry Marchmore Shaw (1819–1864), US-amerikanischer Politiker
- Henry Selby Hele-Shaw (1854–1941), britischer Ingenieur und Hochschullehrer
- Herbert Kenneth Airy Shaw (1902–1985), englischer Botaniker
- Hugh Shaw-Stewart, 8. Baronet (1854–1942), schottischer Politiker

### I
- Ian Shaw (Ägyptologe) (* 1961), englischer Ägyptologe
- Ian Shaw (Sänger) (* 1962), walisischer Jazzsänger
- Ian Shaw (Schauspieler) (* 1969), englischer Schauspieler
- Irwin Shaw (1913–1984), US-amerikanischer Schriftsteller und Drehbuchautor

### J
- Jaedyn Shaw (* 2004), US-amerikanische Fußballspielerin
- Jaleel Shaw (* 1978), US-amerikanischer Jazzmusiker
- James Shaw (Politiker, 1798) (1798–1878), kanadischer Politiker
- James Shaw (Politiker, 1973) (* 1973), neuseeländischer Politiker der Green Party of Aotearoa New Zealand
- James Shaw (Fußballspieler) (1904–??), englischer Fußballspieler
- James Shaw (Radsportler) (* 1996), britischer Radrennfahrer
- James Shaw (Volleyballspieler) (* 1994), US-amerikanischer Volleyballspieler
- Jamie Shaw (* 1985), britischer Sänger
- Janet Shaw (1919–2001), US-amerikanische Schauspielerin
- Jason Shaw (* 1972), US-amerikanisches Fotomodell
- Jayson Shaw (* 1988), schottischer Poolbillardspieler
- Jeanne Shaw, Pseudonym der kanadischen Sängerin Jeanne Desjardins (1903–1961)
- Jeffrey Shaw (* 1944), australischer Medienkünstler
- Joe Shaw (Boxer), US-amerikanischer Boxer
- Joe Shaw (Fußballspieler, 1882) (Joseph F. Shaw; 1882–??), englischer Fußballspieler
- Joe Shaw (Fußballspieler, 1883) (Joseph Ebenezer Shaw; 1883–1963), englischer Fußballspieler und -trainer
- Joe Shaw (Fußballspieler, 1928) (Joseph Shaw; 1928–2007), englischer Fußballspieler
- Joey Shaw (* 1987), US-amerikanisch-österreichischer Basketballspieler
- Joh Shaw (* 1982), australische Snowboarderin
- John Shaw (Marineoffizier) (1773–1823), US-amerikanischer Marineoffizier
- John Shaw (Politiker) (1837–1917), kanadischer Rechtsanwalt und Politiker, Bürgermeister von Toronto
- John Shaw (Fußballspieler, 1886) (1886–1916), englischer Fußballspieler
- John Shaw (Fußballspieler, 1916) (1916–1973), englischer Fußballspieler
- John Shaw (Sänger) (* 1921), australischer Opernsänger (Bariton)
- John Shaw (Segler) (* 1937), australischer Segler
- John Shaw (Fußballspieler, 1954) (* 1954), schottischer Fußballtorhüter
- John Shaw (Hockeyspieler) (* 1962), britischer Hockeyspieler
- John Shaw (Schachspieler) (* 1968), schottischer Schachspieler
- John Clifford Shaw (1922–1991), US-amerikanischer Informatiker
- John E. Shaw (* 1968), pensionierter Generalleutnant der US Air Force bzw. des US Space Commands
- John G. Shaw (1859–1932), US-amerikanischer Politiker
- John Valentine Wistar Shaw (1894–1982), britischer Kolonialbeamter
- John William Shaw (1863–1934), US-amerikanischer Geistlicher, Erzbischof von New Orleans
- Joseph Shaw (Schachspieler) (1834–1897), kanadischer Schachspieler
- Joseph Shaw (Schauspieler) (1920–2008), britischer Schauspieler
- Julia Shaw (Radsportlerin) (* 1965), britische Radsportlerin
- Julia Shaw (Psychologin) (* 1987), deutsch-kanadische Rechtspsychologin
- Julian Mark Hugh Shaw (* 1955), britischer Botaniker

### K
- Kathleen Shaw (1903–1983), britische Eiskunstläuferin
- Khadija Shaw (* 1997), jamaikanische Fußballspielerin
- Kim Shaw (* 1984), kanadisch-US-amerikanische Schauspielerin
- Kiran Mazumdar-Shaw (* 1953), indische Unternehmerin
- Kurt Shaw (* 1999), maltesischer Fußballspieler

### L
- L. M. Shaw (1848–1932), US-amerikanischer Politiker
- Larry Shaw (Physiker) (1939–2017), US-amerikanischer Physiker und Künstler
- Larry Shaw (Regisseur) (* vor 1986), US-amerikanischer Regisseur und Fernsehproduzent
- Larry T. Shaw (1924–1985), US-amerikanischer Schriftsteller
- Leander J. Shaw, Jr. (1930–2015), US-amerikanischer Rechtsanwalt und Richter
- Lee Shaw (1926–2015), US-amerikanische Jazzpianistin
- Liam Shaw (* 2001), englischer Fußballspieler
- Lige Shaw (1900–1982), US-amerikanischer Jazz-Schlagzeuger, siehe Elijah Shaw
- Lindsey Shaw (* 1989), US-amerikanische Schauspielerin
- Lisa Shaw (House-Sängerin) (* 1969), kanadische Sängerin
- Lisa Shaw (Gospelsängerin), britische Sängerin
- Logan Shaw (* 1992), kanadischer Eishockeyspieler
- Lorraine Shaw (* 1968), britische Leichtathletin
- Luke Shaw (* 1995), englischer Fußballspieler

### M
- M. Thomas Shaw (1945–2014), US-amerikanischer Geistlicher, anglikanischer Bischof von Massachusetts
- Malcolm Shaw (Ruderer) (1947–2014), neuseeländisch-australischer Ruderer
- Malcolm Shaw (Jurist) (* 1947), britischer Jurist und Professor für Völkerrecht
- Malcolm Shaw (Fußballspieler) (* 1995), kanadischer Fußballspieler mit Staatsbürgerschaft von Trinidad und Tobago
- Mark Shaw (* 1956), neuseeländischer Rugby-Union-Spieler
- Marlena Shaw (1942–2024), US-amerikanische Sängerin
- Martin Shaw (* 1945), englischer Schauspieler
- Martin Shaw (Soziologe) (* 1947), britischer Soziologe
- Martin Shaw (Komponist) (1875–1958), englischer Komponist
- Mary Shaw (Sängerin) (1814–1876), englische Sängerin (Alt/Kontra-Alt)
- Mary Shaw (Informatikerin) (* 1943), US-amerikanische Informatikerin und Hochschullehrerin
- Matt Shaw (* 1965), US-amerikanischer Eishockeyspieler und -trainer
- Michael Shaw, Baron Shaw of Northstead (1920–2021), britischer Politiker
- Michael James Shaw (* 1986), US-amerikanischer Schauspieler
- Mike Shaw (1957–2010), US-amerikanischer Wrestler
- Molly Shaw (* 1996), US-amerikanische Beachvolleyballspielerin

### N
- Napier Shaw (1854–1945), britischer Meteorologe
- Nicholas Shaw (Schauspieler) (* 1982), britischer Filmschauspieler
- Nicholas Shaw (Curler), spanischer Curler

### O
- Oli Shaw (* 1998), schottischer Fußballspieler
- Oscar Shaw (1887–1967), US-amerikanischer Schauspieler

### P
- Patricia Shaw (1928–2024), australische Autorin
- Paula Shaw (* 1941), US-amerikanische Schauspielerin
- Pedro Shaw (1925–1984), belgischer Missionar und Geistlicher, Apostolischer Vikar von Pilcomayo
- Peggy Shaw (1905–1990), US-amerikanische Schauspielerin
- Percy Shaw (1890–1976), britischer Unternehmer und Erfinder

### R
- Ralph R. Shaw (1907–1972), US-amerikanischer Bibliothekar
- Ransford W. Shaw (1856–1945), US-amerikanischer Anwalt und Politiker
- Raqib Shaw (* 1974), indischer Maler
- Reta Shaw (1912–1982), US-amerikanische Schauspielerin
- Rhae-Christie Shaw (* 1975), kanadische Triathletin und Radrennfahrerin
- Richard Shaw (* 1968), englischer Fußballspieler
- Richard Norman Shaw (1831–1912), britischer Architekt
- Robert Shaw (Bischof) († 1527), schottischer Geistlicher
- Robert Shaw (Autor) (1839–1879), britischer Teepflanzer und Reiseschriftsteller
- Robert Shaw (Dirigent) (1916–1999), US-amerikanischer Dirigent
- Robert Shaw (Schauspieler) (1927–1978), britischer Schauspieler
- Robert Shaw (Physiker) (* 1946), US-amerikanischer Physiker
- Robert Shaw (Rollstuhltennisspieler) (* 1989), kanadischer Rollstuhltennisspieler
- Robert A. Shaw (1924–2022), britischer Chemiker österreichischer Herkunft
- Robert Gould Shaw (1837–1863), US-amerikanischer Offizier
- Roderick Shaw (Maler) (1915–1992), australischer Maler
- Roderick Shaw (Schauspieler) (1958–1996), britischer Schauspieler
- Roderick Shaw (Musiker), britischer Dirigent und Pianist
- Roland Shaw (1920–2012), britischer Arrangeur
- Ronald Shaw (1929–2016), britischer Physiker und Mathematiker
- Roy Shaw (1936–2012), britischer Unternehmer
- Run Run Shaw (1907–2014), chinesischer Filmproduzent
- Ruth G. Shaw, US-amerikanische Evolutionsbiologin

### S
- Sam Shaw (Fotograf) (1912–1999), US-amerikanischer Fotograf, Filmproduzent und Maler
- Sam Shaw (Footballspieler) (* 1991), australischer Australian-Rules-Footballspieler
- Sam Shaw (Radsportler) (* 1992), neuseeländischer Radsportler
- Sam Shaw (Drehbuchautor), US-amerikanischer Drehbuchautor
- Sam F. Shaw (1946–2024), US-amerikanischer Tontechniker
- Samuel Shaw (1768–1827), US-amerikanischer Politiker
- Sandie Shaw (* 1947), britische Sängerin
- Sarah Shaw, australische Filmproduzentin
- Sebastian Shaw (1905–1994), englischer Schauspieler
- Shou Zhenhuang (Shaw Tsen-Hwang; 1899–1964), chinesischer Zoologe
- Simon Shaw (* 1973), englischer Rugbyspieler
- Snowy Shaw (Tommie Mike Christer Helgesson; * 1968), schwedischer Multiinstrumentalist und Sänger
- Stan Shaw (* 1952), US-amerikanischer Schauspieler
- Stanford Shaw (1930–2006), US-amerikanischer Historiker
- Stephan Shaw (* 1992), US-amerikanischer Boxer
- Steven A. Shaw († 2014), US-amerikanischer Blogger
- Stuart Shaw (* 1977), australischer Radrennfahrer
- Susan Yam-Yam Shaw (* 1950), Hongkonger Schauspielerin

### T
- Thomas Shaw (Komponist) (um 1752–um 1830), englischer Komponist
- Thomas Shaw (Sänger) (1908–1977), US-amerikanischer Gitarrist und Sänger
- Thomas Shaw, 1. Baron Craigmyle (1850–1937), schottisch-britischer Jurist und Politiker
- Thurstan Shaw (1914–2013), britischer Archäologe
- Tiger Shaw (* 1961), US-amerikanischer alpiner Skirennläufer
- Tim Shaw (* 1957), US-amerikanischer Schwimmer und Wasserballspieler
- Tom Shaw (Politiker) (1872–1938), britischer Gewerkschaftsfunktionär und Politiker (Labour Party)
- Tom Shaw (Golfspieler) (* 1938), US-amerikanischer Golfspieler
- Tom Shaw (Fußballspieler) (* 1986), englischer Fußballspieler
- Tommy Shaw (* 1953), US-amerikanischer Rockmusiker
- Tony Shaw (* 1953), australischer Rugby-Union-Spieler
- Tristram Shaw (1786–1843), US-amerikanischer Politiker
- Troy Shaw (* 1969), englischer Snookerspieler
- Ty Shaw (* 1979), US-amerikanischer Basketballtrainer

### V
- Vernon Shaw (1930–2013), dominicanischer Politiker, Präsident 1998 bis 2003
- Victoria Shaw (1935–1988), australische Schauspielerin
- Vinessa Shaw (* 1976), US-amerikanische Schauspielerin

### W
- Walter Robert Shaw (1871–??), US-amerikanischer Botaniker
- Walter Russell Shaw (1887–1981), Politiker der Prince Edward Island
- Warren Shaw, US-amerikanischer Soundeditor
- Wilbur Shaw (1902–1954), US-amerikanischer Automobilrennfahrer
- Wilbur Shaw junior, US-amerikanischer Automobilrennfahrer
- William Shaw (Philologe) (1749–1831), britischer Philologe und Geistlicher
- William Shaw (Politiker) (1823–1895), irischer Politiker
- William Shaw (Cricketspieler) (1827–1890), englischer Cricketspieler
- William Arthur Shaw (1865–1943), britischer Historiker
- William Shaw (Fußballspieler) (1897–nach 1928), englischer Fußballspieler
- William Shaw (Mathematiker) (William T. Shaw; * 1958), britischer Mathematiker
- William Shaw (Autor) (* 1959), britischer Journalist und Autor
- William Fletcher Shaw (1878–1961), britischer Mediziner und Hochschullehrer
- William Lewis Shaw  (1938–2024), US-amerikanischer American-Football-Spieler, siehe Billy Shaw
- William Smith Shaw (1778–1826), US-amerikanischer Bibliothekar
- Wini Shaw (1910–1982), US-amerikanische Schauspielerin
- Winnie Shaw (1947–1992), schottische Tennisspielerin
- Woody Shaw (1944–1989), US-amerikanischer Jazz-Trompeter